# Robert S. Duncanson
Robert Seldon Duncanson (1821 - 21 de diciembre de 1872) fue un pintor paisajista estadounidense de ascendencia europea y africana. Se considera que pertenece a la segunda generación de artistas de la Escuela del río Hudson. Pasó la mayor parte de su carrera en Cincinnati (Ohio) y contribuyó a desarrollar la tradición paisajística del valle del río Ohio inspirándose en famosos paisajistas estadounidenses como Thomas Cole. Como hombre negro libre en el periodo previo a la Guerra de Secesión, contó con la simpatía de la comunidad abolicionista de Estados Unidos e Inglaterra, que apoyó y promovió su trabajo. Es considerado el primer artista afroamericano conocido internacionalmente.

## Juventud y aprendizaje
Robert S. Duncanson nació en 1821 en Fayette, en el condado de Seneca, hijo de madre afroamericana y padre escocés-canadiense, que lo envió a escuelas canadienses durante su juventud. En 1841, Duncanson y su madre se mudaron a Mount Healthy, cerca de Cincinnati. Duncanson seguramente aprendió por sí mismo los rudimentos de la pintura, y debió estudiar todas las pinturas a las que tuvo acceso, ya que en una exposición del 9 de junio de 1842 —en la Society for the Diffusion of Useful Knowledge—  expuso tres obras cuya ubicación es actualmente desconocida: Fancy Portrait, Infant Savior y The Miser.
A finales de la década de 1840, el mundo de la pintura en Cincinnati seguía el estilo de la escuela del río Hudson. Duncanson, asimiló las características de aquella escuela, como la preferencia por el paisaje, el formato horizontal, los colores oscuros y las pinceladas ajustadas. La principal influencia de Duncanson debió ser la de William Louis Sonntag, que es evidente en la mayoría de sus obras de principios de la década de 1850.

## Actividad artística
Las pinturas de Duncanson se dividen en cinco categorías: paisajes, retratos, paisajes inspirados en la literatura, bodegones y murales. Su primer gran encargo fueron unos murales que pintó —entre 1848 y 1850— para la residencia de Nicholas Longworth. Estos murales consisten en cuatro composiciones, y ocho grandes paisajes, ejecutados en trampantojo. Son sus obras de mayor tamaño, y las que definitivamente le introdujeron en el mundo artístico.
En 1853, Duncanson hizo su primer viaje a Europa, junto con William Louis Sonntag y John Robinson Tait, probablemente financiado por una organización abolicionista de Ohio. Visitó Inglaterra, Francia, Italia y tal vez también Alemania. En este viaje, Duncanson quedó especialmente impresionado por los paisajes de Claudio de Lorena y  de Turner. En 1854 regresó a los Estados Unidos. En Cincinnati estableció un estudio de fotografía, actividad que abandonó al año siguiente para consagrarse a la pintura.
Las mejores obras de Duncanson son los paisajes de sus períodos medio y final, realistas y románticos. Residiendo en Cincinnati, viajó por Ohio, el alto Misisipi, Nuevo Hampshire y Vermont, realizando obras como Blue Hole, en el Little Miami River. Durante la década de 1860, Duncanson viajó por Minesota, Vermont y Canadá. El viaje al Canadá y un segundo viaje a Europa fueron sin duda motivados por la Guerra de Secesión. Su nombre no aparece en los directorios de Cincinnati o de Detroit entre 1864 y 1866. En 1867 Duncanson regresó a los Estados Unidos, donde expuso obras inspiradas en sus estancias en Europa. Hizo un último viaje a Escocia entre 1870 y 1871, y de vuelta en los Estados Unidos, exhibió sus pinturas de tema escocés con notable éxito, vendiéndose incluso por $500 cada una, una suma muy alta en aquel momento. Desafortunadamente, cuando su carrera parecía más brillante, sucumbió a una enfermedad mental. Su colapso tuvo lugar durante el verano de 1872, mientras organizaba una exposición en Detroit. Fue hospitalizado durante tres meses en el Michigan State Retreat, y murió el 21 de diciembre de 1872.

## Valoración posterior de su obra
Conocido en su momento en los círculos culturales de Cincinnati, Detroit, Montreal y Londres, el principal debate histórico centrado en Duncanson se refiere al papel que desempeñaron las cuestiones raciales contemporáneas en su obra. Algunos historiadores del arte, como Joseph D. Ketner, opinan que Duncanson usó metáforas raciales en su obra de arte, mientras que otros, como Margaret Rose Vendryes, disuaden a los espectadores de acercarse a su arte con una perspectiva racializada.